# Clojure
Clojure este un dialect recent al limbajului de programare Lisp și a fost creat de Rich Hickey. Este un limbaj general ce suporta dezvoltare interactiva și încurajează un stil de programare functional, simplificand în același timp programarea multi fir.
Clojure rulează pe mașina virtuala Java, în mediul Common Language Runtime si poate fi compilat in JavaScript, permițând execuția sa in orice mașina virtuala JavaScript sau browser. Ca și alte clone Lisp, Clojure tratează codul ca și datele și are un sistem sofisticat de macrouri.

## Exemple
Salutare lume:
```
(
println 
"Salutare lume!"
)

```

Definirea unei funcții:
```
(
defn 
la-patrat
 
[
x
]

  
(
* 
x
 
x
))

```

GUI "Salutare lume" apelând librăria Java Swing:

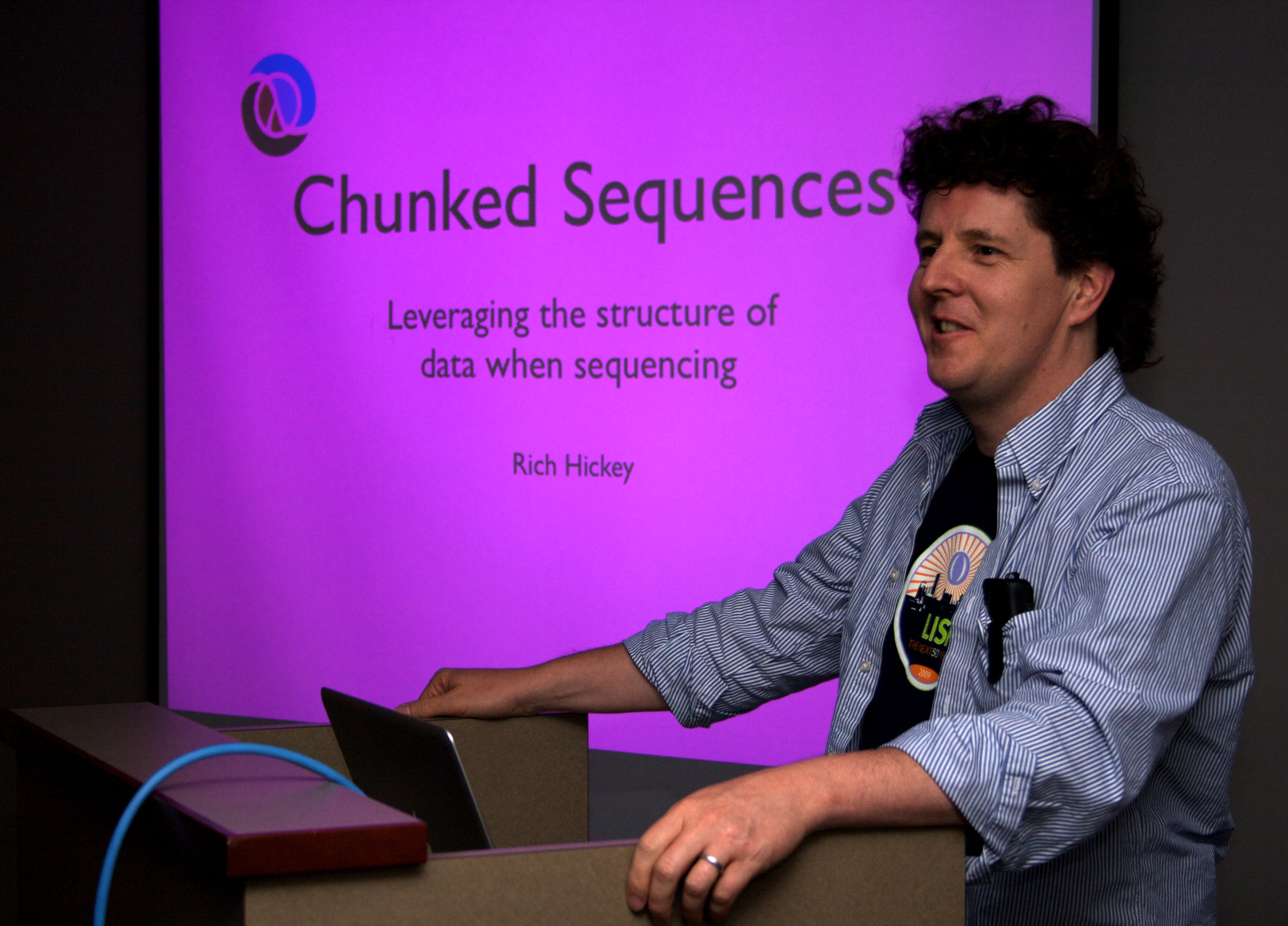
Rich Hickey, creatorul limbajului Clojure

```
(
javax.swing.JOptionPane/showMessageDialog
 
nil
 
"Salutare lume"
 
)

```

|             | 1955     | 1960     | 1965     | 1970      | 1975              | 1980              | 1985              | 1990              | 1995              | 2000        | 2005        | 2010        | 2015        |            |
| ----------- | -------- | -------- | -------- | --------- | ----------------- | ----------------- | ----------------- | ----------------- | ----------------- | ----------- | ----------- | ----------- | ----------- | ---------- |
| Lisp 1.5    | Lisp 1.5 | Lisp 1.5 | Lisp 1.5 |           |                   |                   |                   |                   |                   |             |             |             |             |            |
| Maclisp     |          |          | Maclisp  | Maclisp   | Maclisp           | Maclisp           | Maclisp           |                   |                   |             |             |             |             |            |
| Interlisp   |          |          |          | Interlisp | Interlisp         | Interlisp         | Interlisp         | Interlisp         |                   |             |             |             |             |            |
| ZetaLisp    |          |          |          |           | Lisp Machine Lisp | Lisp Machine Lisp | Lisp Machine Lisp | Lisp Machine Lisp | Lisp Machine Lisp |             |             |             |             |            |
| Scheme      |          |          |          |           | Scheme            | Scheme            | Scheme            | Scheme            | Scheme            | Scheme      | Scheme      | Scheme      | Scheme      |            |
| NIL         |          |          |          |           | NIL               | NIL               |                   |                   |                   |             |             |             |             |            |
| Common Lisp |          |          |          |           |                   | Common Lisp       | Common Lisp       | Common Lisp       | Common Lisp       | Common Lisp | Common Lisp | Common Lisp | Common Lisp |            |
| T           |          |          |          |           |                   |                   | T                 | T                 | T                 |             |             |             |             |            |
| Emacs Lisp  |          |          |          |           |                   |                   | Emacs Lisp        | Emacs Lisp        | Emacs Lisp        | Emacs Lisp  | Emacs Lisp  | Emacs Lisp  | Emacs Lisp  | Emacs Lisp |
| AutoLISP    |          |          |          |           |                   |                   | AutoLISP          | AutoLISP          | AutoLISP          | AutoLISP    | AutoLISP    | AutoLISP    | AutoLISP    |            |
| ISLISP      |          |          |          |           |                   |                   | ISLISP            | ISLISP            | ISLISP            | ISLISP      | ISLISP      | ISLISP      | ISLISP      |            |
| EuLisp      |          |          |          |           |                   |                   | EuLisp            | EuLisp            | EuLisp            | EuLisp      |             |             |             |            |
| Racket      |          |          |          |           |                   |                   |                   |                   | Racket            | Racket      | Racket      | Racket      | Racket      |            |
| Arc         |          |          |          |           |                   |                   |                   |                   |                   | Arc         | Arc         | Arc         | Arc         |            |
| Clojure     |          |          |          |           |                   |                   |                   |                   |                   |             | Clojure     | Clojure     | Clojure     |            |
| LFE         |          |          |          |           |                   |                   |                   |                   |                   |             | LFE         | LFE         | LFE         |            |
| Hy          |          |          |          |           |                   |                   |                   |                   |                   |             |             | Hy          | Hy          |            |